# منتخب كوريا الشمالية لكرة اليد للسيدات
منتخب كوريا الشمالية لكرة اليد للسيدات هو الممثل الرسمي لكوريا الشمالية في رياضة كرة اليد. شارك في بطولة آسيا لكرة اليد للسيدات 6 مرات وكانت المشاركة الأولى في سنة 1991، كان أفضل مركز له فيها هو الثالث.